# Solomon Airlines

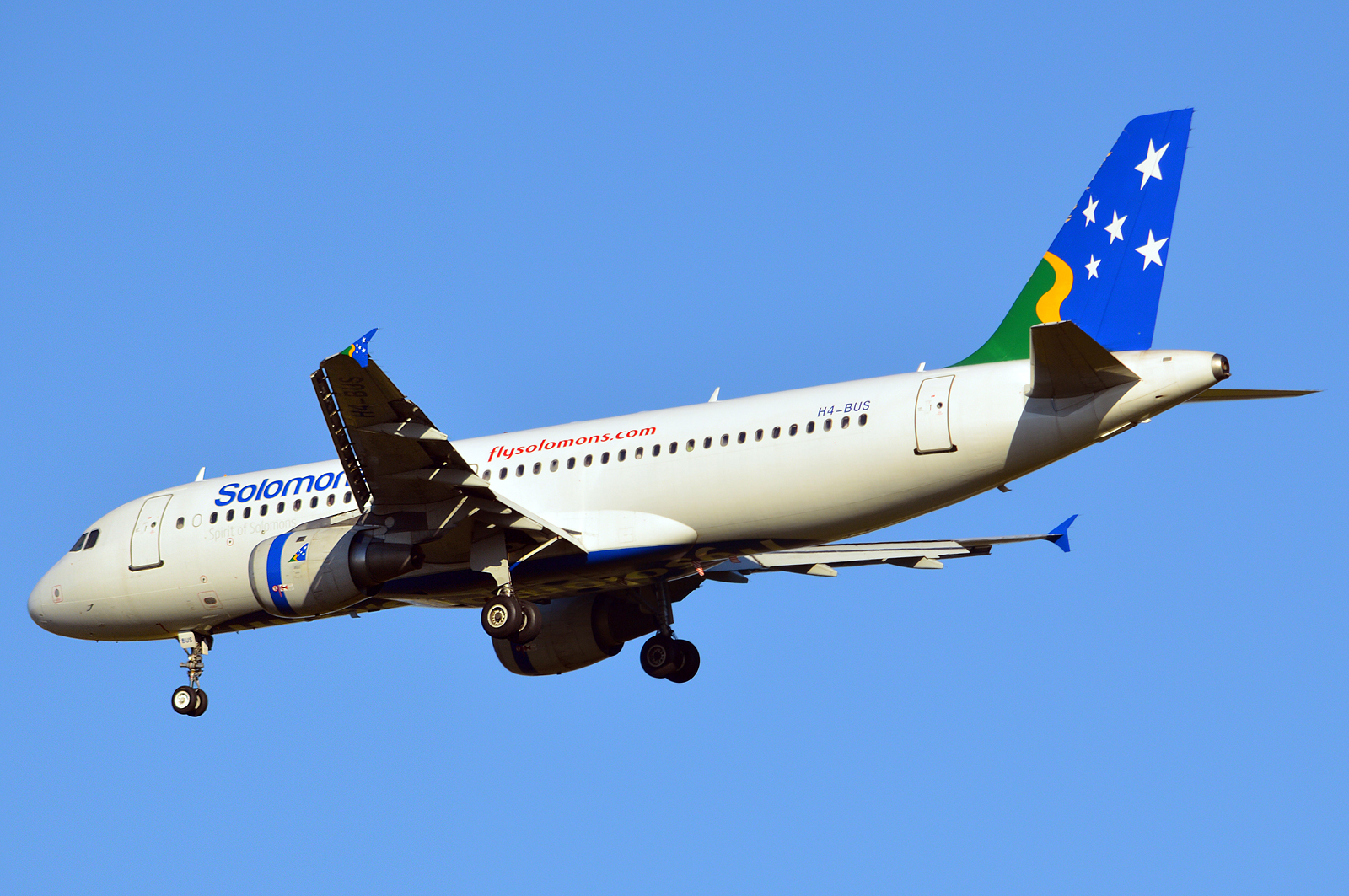
H4-BUS Airbus A320-211 de Solomon Airlines

Solomon Airlines es la aerolínea nacional de las Islas Salomón, con sede en Honiara.  

## Historia
Solomon Airlines fue fundada en 1962 como una aerolínea chárter por Laurie Crowley. Crowley volaba en Papúa Nueva Guinea con vuelos chárter ocasionales a las Islas Salomón usando un solo Piper Aztec. Como ningún avión comercial estaba basado en las Islas Salomón, Crowley decidió iniciar una línea aérea y lo llamó Megapode Airlines.
Macair, con sede en Papúa Nueva Guinea, adquirió Megapode en 1968 y cambió el nombre de la aerolínea por Solomon Islands Airways, con el acrónimo de SOLAIR, y cambió la operación de una aerolínea chárter a un horario regular. Bajo Macair, SOLAIR sirvió a la isla de Bougainville (Papúa Nueva Guinea) con dos De Havilland DH.104 Dove  y dos Beechcraft Baron.
En 1975, Macair (incluida su filial SOLAIR) fue comprada por Talair, y en 1976, la aerolínea recibió dos aviones Beechcraft Queen Air. En ese momento, el Gobierno de las Islas Salomón compró el 49% de las acciones de la aerolínea y con derechos para comprar el 51 por ciento restante en los próximos cinco años. Durante los próximos cinco años, el crecimiento fue lento pero estable. Se compró un Fairchild Swearingen Metroliner nuevo, y se establecieron servicios a Vanuatu.

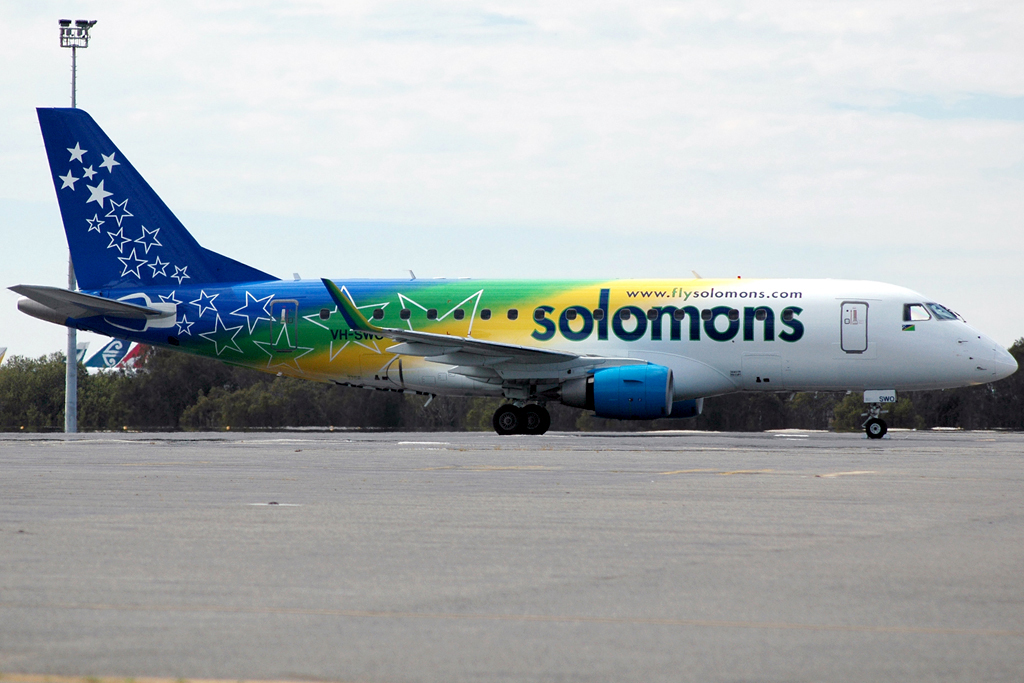
Embraer de Solomon Airlines

En 1984 el Gobierno decidió comprar todas las acciones restantes de la aerolínea, y dos De Havilland Canadá DHC-6 Twin Otter y un Embraer EMB 110 Bandeirante fueron arrendados a Talair. Pronto después de la toma completa del gobierno, los tres aviones alquilados fueron devueltos. En 1987, se completó la venta de la aerolínea y sus activos Pacific Car Rental (una filial de Avis) y la empresa de viajes Hunts of the Pacific.
La nueva propiedad fue recibida con escepticismo y desconfianza por los trabajadores de las líneas aéreas, y mucho personal capacitado dejó la empresa, incluyendo algunos en el nivel de gestión. El gobierno se enfrentó a la tarea de reconstruir la aerolínea y comenzó a hacerlo invirtiendo 2 millones de dólares para comprar dos DHC-6-300 Twin Otter. Pronto, una nueva librea se introdujo y el nombre fue cambiado oficialmente a Solomon Airlines. A ello le siguió una empresa conjunta con Qantas y luego Solomon Airlines entró en la era del jet al arrendar un Boeing 737 a Air Pacific. Solomon Airlines y Air Pacific pronto también hicieron una empresa conjunta, pero cuando Air Pacific anunció en 1989 que planeaba sustituir su Boeing 737 por un Boeing 767 para actualizar los servicios internacionales, Solomon Airlines se vio obligada a arrendar una de otra compañía, por lo que decidió alquilar un 737 propiedad de International Lease Finance Corporation. Desde entonces, la aerolínea ha operado con 737 arrendados junto con sus propios turbopropulsores.
En 1999, después de que estallara la violencia étnica en las Islas Salomón, las Naciones Unidas impusieron sanciones que dañaron gravemente las operaciones internacionales de la aerolínea, y en un momento la aerolínea se vio obligada a retener sólo los servicios programados para Brisbane. Desde el final del conflicto, la aerolínea ha restablecido su red internacional.
En noviembre de 2006, Solomon Airlines obtuvo un Boeing Boeing 737-300 incluyendo pilotos y tripulación de cabina, arrendado por la aerolínea española AirClass Airways. Para los meses de enero y febrero de 2009, Solomon Airlines arrendó un De Havilland Canada Dash 8 de 40 asientos, de Vincent Aviation de Wellington (Nueva Zelanda) mientras que uno de sus aviones Twin Otter estaba sufriendo un gran mantenimiento en Honiara.
En agosto de 2009, Solomon Airlines obtuvo un avión Airbus A320-200 incluyendo pilotos, alquilado por Strategic Airlines. Cuando el contrato de arrendamiento con Strategic Airlines expiró, Solomon Airlines adquirió un Airbus A320-211 propio y obtuvo su propio Certificado de Operador Aéreo.
El 7 de junio de 2016 Solomon Airlines suspendió todas las operaciones, incluyendo vuelos internacionales y nacionales y operaciones terrestres, dejando pasajeros en tierra en Honiara. El CEO de la aerolínea, Ron Sum Sum, dijo que la base fue causada por el fracaso del gobierno de pagar millones de dólares en mora. La aerolínea reanudó sus operaciones el 9 de junio de 2016.
El 12 de mayo de 2023, el director ejecutivo Gus Kraus confirmó que la aerolínea estaba buscando adquirir un segundo A320-200 para ampliar los servicios y atender un aumento esperado en la demanda de los Juegos del Pacífico 2023 que se celebraron en Honiara a finales de ese año.
El 22 de mayo de 2024, Solomon Airlines comenzó a operar vuelos directos semanales entre Auckland (Nueva Zelanda) y Port Vila (Vanuatu) para llenar el vacío causado por la quiebra de la aerolínea nacional de Vanuatu, Air Vanuatu. Nueva Zelanda tiene varios trabajadores de Vanuatu RSE (Empleador Temporal Reconocido) que se quedaron varados debido a la liquidación de Air Vanuatu.

## Destinos
| Países             | Destinos                | Aeropuertos                                      |
| ------------------ | ----------------------- | ------------------------------------------------ |
| Australia          | Brisbane                | Aeropuerto de Brisbane                           |
| Australia          | Sídney                  | Aeropuerto Internacional Kingsford Smith         |
| Fiyi               | Nadi                    | Aeropuerto Internacional de Nadi (vía Port Vila) |
| Islas Salomón      | Atoifi                  | Aeropuerto de Uru Harbour                        |
| Islas Salomón      | Auki                    | Aeropuerto de Auki Gwaunaru'u                    |
| Islas Salomón      | Avu Avu                 | Aeropuerto de Avu Avu                            |
| Islas Salomón      | Bahía Choiseul          | Aeropuerto de Bahía Choiseul                     |
| Islas Salomón      | Balalae                 | Aeropuerto de Balalae                            |
| Islas Salomón      | Isla Bellona            | Aeropuerto de Anua                               |
| Islas Salomón      | Isla de Santa Isabel    | Aeropuerto Suavanao                              |
| Islas Salomón      | Isla Fera               | Aeropuerto de Fera                               |
| Islas Salomón      | Isla Mono               | Aeropuerto de Mono                               |
| Islas Salomón      | Isla Ramata             | Aeropuerto de Ramata                             |
| Islas Salomón      | Islas Santa Cruz        | Aeropuerto de Santa Cruz/Graciosa Bay/Luova      |
| Islas Salomón      | Isla Ulawa              | Aeropuerto de Ulawa                              |
| Islas Salomón      | Gizo                    | Aeropuerto de Nusatupe                           |
| Islas Salomón      | Honiara                 | Aeropuerto Internacional de Honiara              |
| Islas Salomón      | Kaghau                  | Aeropuerto de Kaghau                             |
| Islas Salomón      | Kirakira                | Aeropuerto de Kirakira                           |
| Islas Salomón      | Malaita Sur             | Aeropuerto Parasi                                |
| Islas Salomón      | Marau                   | Aeropuerto de Marau                              |
| Islas Salomón      | Mbambanakira            | Aeropuerto de Mbambanakira                       |
| Islas Salomón      | Munda                   | Aeropuerto de Munda                              |
| Islas Salomón      | Nggatokae               | Aeródromo de Gatokae                             |
| Islas Salomón      | Ontong Java             | Aeropuerto de Ontong Java                        |
| Islas Salomón      | Tigoa (isla de Rennell) | Aeropuerto de Rennell/Tingoa                     |
| Islas Salomón      | Santa Ana (Owaraha)     | Aeropuerto de Santa Ana                          |
| Islas Salomón      | Seghe                   | Aeropuerto de Seghe                              |
| Islas Salomón      | Yandina (Mbanika)       | Aeropuerto de Yandina                            |
| Kiribati           | Tarawa                  | Aeropuerto Internacional Bonriki                 |
| Papúa Nueva Guinea | Puerto Moresby          | Aeropuerto Internacional de Jacksons             |
| Vanuatu            | Port Vila               | Aeropuerto Internacional Bauerfield              |

## Flota

### Flota actual
| Aeronaves                            | En servicio | Pedidos | Pasajeros                                          | Pasajeros                                          | Pasajeros                                          | Matrículas                                         | Antigüedad                                         |
| Aeronaves                            | En servicio | Pedidos | C                                                  | Y                                                  | Total                                              | Matrículas                                         | Antigüedad                                         |
| ------------------------------------ | ----------- | ------- | -------------------------------------------------- | -------------------------------------------------- | -------------------------------------------------- | -------------------------------------------------- | -------------------------------------------------- |
| Airbus A320-200                      | 2           | —       | 12                                                 | 132                                                | 144                                                | H4-SIB                                             | 19,4 años                                          |
| Airbus A320-200                      | 2           | —       | 12                                                 | 132                                                | 144                                                | H4-SAL                                             | 11,5 años                                          |
| De Havilland Canada Dash 8           | 1           | —       | —                                                  | 36                                                 | 36                                                 | H4-SOL «Megapode»                                  | 33,2 años                                          |
| De Havilland Canada DHC-6 Twin Otter | 2           | —       | —                                                  | 19                                                 | 19                                                 | H4-NNP                                             | 48,5 años                                          |
| De Havilland Canada DHC-6 Twin Otter | 2           | —       | —                                                  | 19                                                 | 19                                                 | H4-SIF                                             | 44,7 años                                          |
| Total                                | 5           | —       | Edad media de la flota (sept. de 2024): 31,5 años. | Edad media de la flota (sept. de 2024): 31,5 años. | Edad media de la flota (sept. de 2024): 31,5 años. | Edad media de la flota (sept. de 2024): 31,5 años. | Edad media de la flota (sept. de 2024): 31,5 años. |

### Flota histórica
| Aeronaves                | Total | Introducido | Retirado | Matrículas              |
| ------------------------ | ----- | ----------- | -------- | ----------------------- |
| Boeing 737-200           | 1     | 1990        | 1992     | H4-SAL                  |
| Boeing 737-300           | 2     | 1994        | 2007     | VH-TJB y EC-JSL         |
| Boeing 737-400           | 1     | 1992        | 1994     | H4-SOL                  |
| Britten-Norman Islander  | 3     | 1999        | c. 2020  | H4-AAH, H4-WPF y H4-AAJ |
| De Havilland DH.104 Dove | 2     | 1963        | 1971     | VP-PAA y VH-RUN         |
| Embraer E-170            | 1     | 2007        | 2007     | VH-SWO                  |